# 奧爾沙區
奧爾沙區是白俄羅斯北部維捷布斯克州的一個區，行政中心為奥尔沙，面積1,667.73平方公里，2009年人口31,009，人口密度每平方公里18.72人。